# Уилкс (окръг, Джорджия)
Окръг Уилкс (на английски: Wilkes County) е окръг в щата Джорджия, Съединени американски щати. Площта му е 1228 km², а населението - 10 457 души. Административен център е град Вашингтон.